# 又紅又專
又紅又專是中共中央於1961年9月發佈的《高教六十條》中之詞彙，「紅」是指具有无产阶级的世界观，「專」是指專業知識及技能。此詞彙代表政治與業務的關係。此外，中共中央并發出通知，要求幹部又紅又專，實現政治與技術的合一。
與其相對的用語為「白專」，即有技術但政治觀點站在资产阶级的立场上，与人民群众对立。
此外还有“红专并进”等衍生词汇。